# Badr bin Sa'ud Al Sa'ud
Badr bin Saʿūd Āl Saʿūd (in arabo بدر بن سعود بن عبد العزيز آل سعود‎?; 1934 – 21 settembre 2004) è stato un principe e politico saudita, membro della famiglia reale Āl Saʿūd.

## Primi anni di vita e carriera
Badr bin Sa'ud è stato inizialmente istruito dal padre, re Sa'ud. Ha terminato gli studi secondari presso l'Istituto Al Anjal.

## Carriera
Alla fine del 1962, re Sa'ud e il principe ereditario Faysal, erano al culmine di una lotta di potere che durava da anni. Nel gennaio del 1963, il re ha licenziato la maggior parte dei governatori provinciali fedeli al principe ereditario. Uno di essi, Fawwaz bin Abd al-Aziz Al Saud governatore della provincia della capitale, è stato sostituito con il principe Badr.
È stato nominato il 20 gennaio 1963 ma è stato licenziato dal principe ereditario Faysal appena due settimane più tardi, il 4 febbraio 1963. In seguito non ha assunto alcun nuovo incarico di governo e si è dedicato agli affari privati.

## Esilio
Nel 1964, re Sa'ud è stato costretto all'esilio a Ginevra, in Svizzera, e poi in altre città europee. Nel 1966, Sa'ud è stato invitato da Gamal Abd el-Nasser a vivere in Egitto. Un altro rapporto afferma che l'ex sovrano si recò nel paese sotto la protezione di Nasser già nel 1965 e che vi rimase fino al 1967. A re Sa'ud è stato anche permesso di trasmettere propaganda su Radio Cairo. Il principe Badr e alcuni dei suoi fratelli, come Khalid, Sultan e Mansur, hanno sostenuto il padre nel tentativo di riconquistare il trono.

## Attentato
Nel 1988, in Marocco, è stata fatta saltare una bomba vicino alla vettura del principe che ha subito la perdita della gamba sinistra e del dito mignolo della mano sinistra. Dopo aver ricevuto un arto artificiale, il principe si è recato a Heidelberg, in Germania, dove ha partecipato ad una conferenza internazionale sugli arti artificiali promossa dall'associazione World Community Projects. Il principe Badr, poco dopo, si è recato con suo fratello, il principe Salman, a Los Angeles dove, anche grazie a World Community Projects ha ricevuto una nuova protesi appositamente progettata per lui. In seguito, è tornato ogni anno per cinque anni per le regolazioni.

## Vita personale
Il principe Badr ha avuto quattro mogli: Sameera Al Muhanna, Buniah Al Meshaal Al Rasheed, Noura bint Mohammed bin Abd al-Aziz Al Shuhail e Nora bint Fahd Al Qahtani. Da esse ha avuto 14 figli.

## Morte
Morì il 21 settembre 2004 e fu sepolto nel cimitero al-'Ud di Riad.